# Contrepoint (roman)
Point Counter Point
Contrepoint (titre original en anglais : Point Counter Point) est un roman d'Aldous Huxley, rédigé en 1926, publié en 1928 par Chatto & Windus et traduit en français dès 1930. Ce roman, le plus long écrit par Huxley, est aussi plus complexe et d'une tonalité plus grave que ses œuvres de fiction précédentes.
En 1998, la Modern Library  classe Point Counter Point 44e  sur sa liste de 100 meilleurs romans en langue anglaise du XXe siècle.

## Titre et construction
Le titre fait référence à la technique musicale du contrepoint et l'histoire est construite à la manière d'une œuvre musicale. Cette construction est explicitement mentionnée à l'intérieur même du roman par l'intermédiaire du personnage de l'écrivain Philip Quarles qui note dans son carnet (au chapitre 22) : « Musicalisation du roman. Non pas à la manière symboliste, en subordonnant le sens aux sons (Pleuvent les bleus baisers des astres taciturnes. Simple glossolalie ça.), mais sur une grande échelle, dans la construction. ». Il n'y a pas d'intrigue centrale et unique, mais plusieurs histoires entremêlées avec des thèmes récurrents. De nombreux personnages s'inspirent de personnalités réelles dont la plupart étaient des connaissances personnelles de Huxley, ce qui fait de Contrepoint un roman à clef.

## Personnages principaux
- Walter Bidlake est un jeune journaliste. Homme faible et inefficace, il vit avec Marjorie Carling, une femme mariée dont le mari refuse de divorcer. Marjorie est enceinte d'un enfant de Walter, mais leur relation est en train de péricliter, en grande partie parce que Walter est tombé éperdument amoureux de la provocante et indépendante Lucy Tantamount. Cette dernière est inspirée d'une personne réelle, la poétesse Nancy Cunard (1896-1965), avec qui Huxley a eu une liaison similaire et décevante.
- Lord Edward Tantamount, père de Lucy Tantamount, est un aristocrate devenu chercheur scientifique et en décalage complet avec son milieu d'origine. Ce personnage serait, selon Bill Bryson, une caricature du physiologiste John Scott Haldane (1860-1936), dans la famille duquel Huxley a vécu un certain temps[2].
- John Bidlake, le père de Walter est un peintre, célèbre à la fois pour son œuvre et pour sa vie amoureuse scandaleuse. Ses toiles les plus récentes trahissent un déclin créatif qu'il reconnait lui-même tout en refusant de l'admettre. Il souffre d'une maladie qui se révélera être un cancer de l'estomac en phase terminale. Le personnage s'inspire du peintre gallois Augustus John (1868-1961).
- Philip Quarles, est un écrivain (autoportrait d'Huxley lui-même). Il est l'époux d'Elinor, la fille de John Bidlake. Le couple revient des Indes vers l'Angleterre. Menant une vie retirée, Quarles est un cérébral, peu à son aise avec le monde de tous les jours et ses émotions ; Elinor l'aime, mais est tentée d'entamer une liaison avec le fier et séduisant Everard Webley, un politicien démagogue chef d'un 
parti à l'organisation paramilitaire, la Confrérie des Anglais Libres (Brotherhood of British Freemen). On a souvent supposé que le personnage de Webley était inspiré du politicien Oswald Mosley (1896-1980), le fondateur de la British Union of Fascists (BUF), mais il y a des raisons d'en douter. Le père de Quarles, Sidney, ne lui ressemble pas : d'allure imposante, il est en réalité prétentieux, faible et vaniteux. Parlementaire sans éclat et homme d'affaires raté, il vit retiré de la vie publique, étant censé se concentrer sur la rédaction d'une vaste et définitive étude sur la démocratie. Il n'a en fait rien écrit, mais il emploie une secrétaire issue des milieux populaires londoniens, Gladys, qui le menace d'un scandale après être devenue enceinte de lui. Philip et Elinor ont un jeune fils, le petit Phil, qui tombe malade et meurt d'une méningite.
- Mark Rampion est un artiste intellectuel bohème, à la fois peintre et écrivain. Le modèle de ce personnage est D. H. Lawrence (1885-1930), qu'Huxley tenait en haute estime. Malgré l'amitié entre les 2 hommes, Lawrence, de son côté déclarait ne voir en Mark Rampion qu'une « caricature grossière »[3]. Rampion est un critique féroce de la société moderne. Un chapitre entier en flashback (chapitre 9) décrit la rencontre de Rampion et de sa femme Mary Felpham, puis leur mariage. Mary est elle-même une transposition de l'intellectuelle Frieda von Richthofen (1879-1956), qui fut la femme de Lawrence de 1914 à 1930.
- Maurice Spandrell, est un intellectuel désœuvré et désabusé inspiré de Charles Baudelaire (1821-1867), bien que ce dernier ne fût pas un contemporain de Huxley. Pendant des années, Spandrell s'est adonné au vice et à la méchanceté délibérée. Il prend un certain plaisir à corrompre une innocente jeune fille prénommée Harriett à la fois dans l'action elle-même et dans le remords qu'il en éprouve (le roman ne donnant qu'une vague idée de ce qu'il inflige exactement à la jeune fille). Plus que de toute autre chose, il souffre de l'ennui, c'est-à-dire du sentiment profond de l'inutilité de toutes choses. Il rencontre Illidge, un jeune scientifique issu de la classe ouvrière et collaborateur de Lord Edward, dont il raille la contradiction entre ses discours gauchistes véhéments et son impuissance dans la vie politique concrète. Finalement ils réussissent ensemble à assassiner Everard Webley. Ce meurtre n'aboutit à rien hormis à renforcer la Confrérie des Anglais Libres de Webley. Spandrell envoie une lettre anonyme à la Confrérie, indiquant son adresse comme celle du meurtrier. Quand trois membres de la Confrérie se présentent à sa porte, il se laisse tirer dessus et se fait tuer, tandis qu'en fond sonore, un gramophone joue le troisième mouvement du quatuor à cordes nº 15 de Beethoven.
- Denis Burlap, est l'éditeur de Walter Bidlake, inspiré de John Middleton Murry (1889-1957). Dans ses écrits et en public, il se donne l'image d'un moraliste chrétien angoissé et rongé de culpabilité. Mais dans ses pensées et son comportement privé, il est en fait avare, calculateur et libidineux. Il vit avec Beatrice Gilray (inspirée du peintre Dorothy Brett (1883-1977)), restée vierge jusqu'à 35 ans en raison de la répulsion consécutive à des attouchements subis étant encore très jeune. Leur relation reste longtemps platonique, mais à la fin du roman, après avoir engrangé quelques milliers de dollars pour un livre intitulé « Saint François et la Psyché moderne », Burlap parvient à la séduire et à passer avec elle une nuit de plaisirs sensuels.

Quelques personnalités ayant inspiré des personnages du roman :
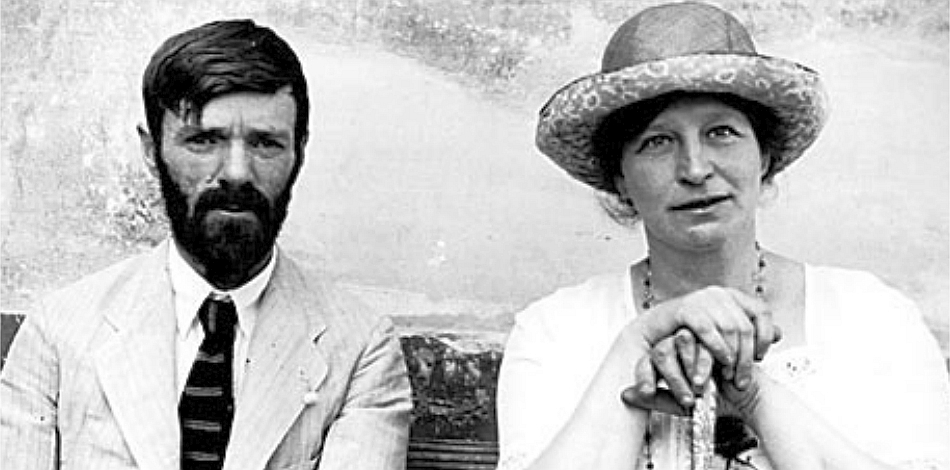
portrait de D. H. Lawrence et son épouse Frieda : ce couple a inspiré le personnage de Mark Rampion et de sa femme Mary Felpham
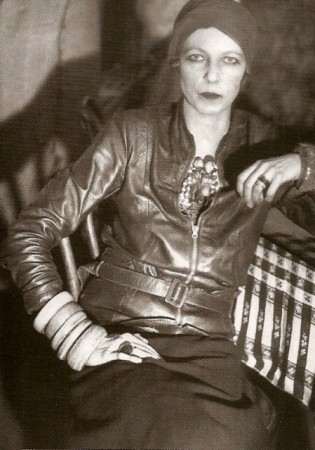
Nancy Cunard photographiée ici vers 1928, a inspiré à Huxley le personnage de Lucy Tantamount
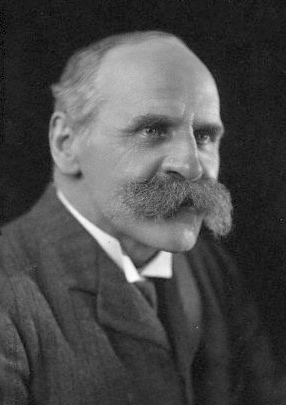
Le physiologiste écossais John Scott Haldane est le modèle de Lord Tantamount
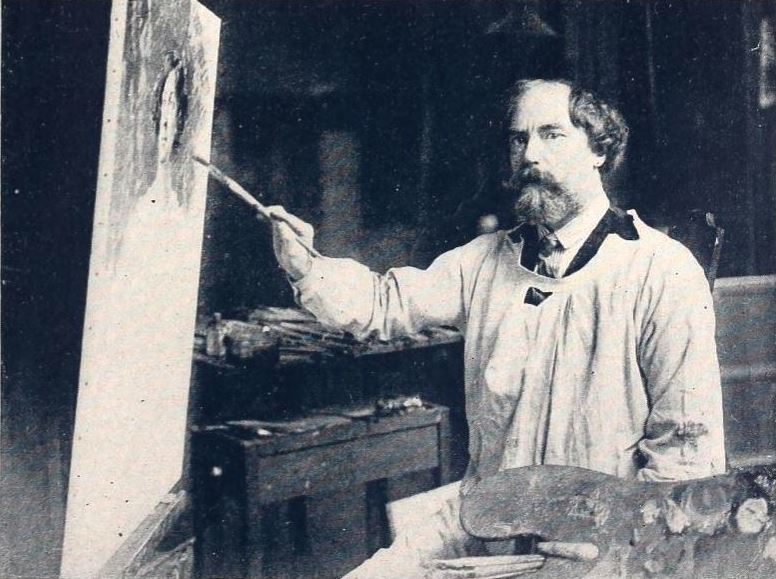
Le peintre gallois Augustus John photographié en 1923, modèle du personnage de John Bidlake, le père excentrique de Walter Bidlake.
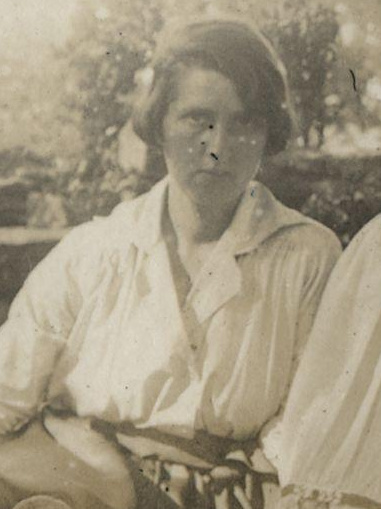
Dorothy Brett (en) modèle de Beatrice Gilray la compagne du peintre Burlap.

## Analyses
Contrepoint fait partie, avec d'autres œuvres d'Aldous Huxley des « classiques modernes » de la littérature anglaise. André Maurois reprenant dans sa préface les réflexions du personnage de Philip Quarles (chapitre 22), y voit un « roman d'idées » plus qu'un roman à thèse : « car un tel contrepoint intellectuel ne considère les doctrines que comme des thèmes et l'auteur les entrelace, les développe sans les juger ». Huxley lui-même ne manque pas de relever le côté artificiel de la mise en scène d'énoncés à contenu idéologique dans une fiction. Ainsi, Philip Quarles note-t-il dans son carnet (chapitre 22) : « Le roman d'idées. Le caractère de chacun des personnages doit se trouver, autant que possible, indiqué dans les idées dont il est le porte-parole. Dans la limite où les théories sont la rationalisation de sentiments, d'instincts, d'états d'âme, c'est faisable. Le défaut capital du roman d'idées, c'est qu'on est obligé de mettre en scène des gens ayant des idées à exprimer,– ce qui exclut à peu près la totalité de la race humaine, – à part quelque chose comme 0,01 pour 100. [...] les gens qui sont capables de dérouler des thèses proprement formulées ne sont pas tout à fait vivants : ils sont légèrement monstrueux. Il devient un peu ennuyeux, à la longue, de vivre avec des monstres. ».
Contrepoint peut être comparé à l'un des romans postérieurs de Huxley, L'Éternité retrouvée (Time must have a stop, 1944) car on y trouve également « des rencontres de personnages qui se font par opposition d'antagonismes, offrant des représentations polaires de leurs psychologies ».

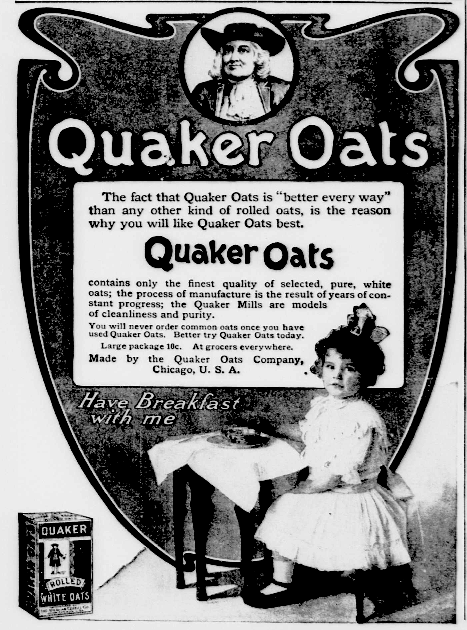
Publicité de 1906 pour les flocons d'avoine Quaker Oats, dont Huxley prend l'exemple pour la mise en abyme de l'écrivain dans le roman.

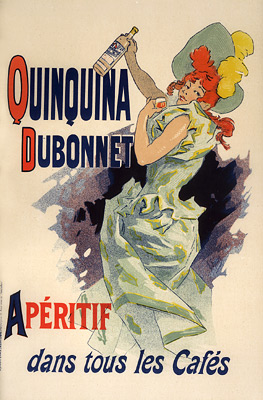
Publicité de 1895 pour le quinquina Dubonnet utilisée comme exemple à la place des Quaker Oats par le traducteur Jules Castier dans sa version française de 1953

L'imbrication des histoires individuelles, obéit à un véritable principe des poupées russes dont Huxley lui-même s'amuse dans son propre roman, en l'associant avec les populaires Quaker Oats britanniques, ces paquets de flocons d'avoine qui servent à préparer le traditionnel porridge, par la voix du personnage de l'écrivain Philip Quarles qui note dans son carnet (chapitre 22) : « Mais pourquoi introduire un romancier à l'intérieur de votre roman? Pourquoi pas un second à l'intérieur du sien ? Et un troisième dans le roman du second ? Et ainsi de suite à l'infini, comme dans ces publicités pour les Quaker Oats sur lesquelles on voit l'image d'un Quaker tenant une boîte de flocons d'avoine, sur laquelle se trouve celle d'un autre quaker tenant une autre boîte de flocons sur laquelle, etc... »,,.
L'auto-référence du roman à lui-même à travers le romancier de l'histoire a été soulignée, car il soulève le problème de la passivité et de la relation aux normes du langage.
Il faut rappeler que le procédé consistant à introduire le romancier dans le roman avait déjà été utilisé par André Gide avec le personnage d'Édouard dans Les Faux-monnayeurs, paru en 1925 : Huxley, grand admirateur de Gide, commence à écrire son roman dès l'année suivante. Dans Contrepoint, la personnalité de l'écrivain Huxley transparaît non seulement à travers celle de l'écrivain Philip Quarles, mais aussi à travers celle du peintre-intellectuel Mark Rampion qui exprime, selon Maurois les idées de Huxley en tant que philosophe, en affirmant que « Blake a été le dernier « civilisé », c'est-à-dire le dernier homme qui ait développé harmonieusement à la fois son corps et son esprit. Est barbare qui sacrifie l'un à l'autre. ». André Maurois se réfère ici au dialogue entre Mark et Mary du chapitre 9 dans lequel le jeune homme commente le Mariage du Ciel et de l'Enfer en ces termes : « La civilisation, c'est l'harmonie et la multiplicité complète. La raison, le sentiment, l'instinct, la vie du corps, – Blake réussit à englober et à harmoniser tout. La barbarie, c'est d'être penché d'un côté. On peut être un barbare de l'intellect aussi bien que du corps, – un barbare de l'âme et des sentiments aussi bien que de la sensualité. Le christianisme a fait de nous des barbares de l'âme, et maintenant la science est en train d'en faire des barbares de l'intellect. ». Plus loin, au chapitre 34, Rampion reviendra dans une conversation avec Spandrell sur l'équilibre délicat où doit se trouver l'homme selon sa conception : « Personne ne vous demande d'être quoi que ce soit si ce n'est un homme. Un homme retenez bien ça. Ni ange ni diable. Un homme c'est un être sur une corde raide, qui marche délicatement, en équilibre, ayant à l'un des bouts de son balancier l'esprit, la conscience, l'âme, et à l'autre bout le corps, l'instinct tout ce qui est inconscient, tout ce qui touche à la terre, tout ce qui est mystère. En équilibre, – oui. Ce qui est bigrement difficile ».

## Allusions musicales

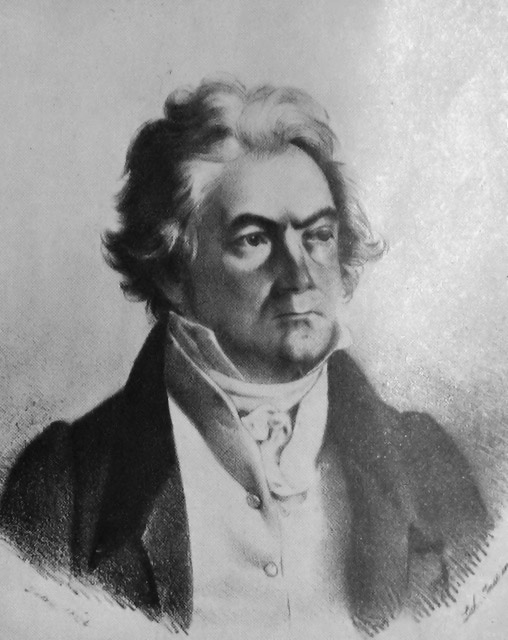
Portrait de Ludwig van Beethoven en 1824, à l'époque de la composition des quatuors Galitzine, par Johann Decker.

Deux œuvres musicales classiques occupent une place privilégiée dans la narration.
- La suite pour orchestre en si mineur BWV 1067 de J.S. Bach : il s'agit de la seule œuvre figurant au programme de la réception musicale donnée par Lady Tantamount au début du roman (chapitres 2 à 5). Elle sert de fond sonore aux conversations mondaines tenues par divers personnages, ou à leurs pensées, que le narrateur entrecoupe de digressions sur le jeu des musiciens, notamment le jeune chef d'orchestre Tolley et le flûtiste Pongileoni. Huxley souligne dans ce passage le contraste entre deux ordres de légèretés, celle abstraite des modulations de la flûte au moment de la Badinerie finale et celle du public inattentif à qui elles sont offertes, utilisant pour ce faire l'opposition entre le vocabulaire mathématique et celui des réjouissances populaires (début du chapitre 4) : « Les axiomes euclidiens furent en liesse avec les formules de la statique élémentaire. L'arithmétique tint une kermesse à allure de saturnale ; l'algèbre dansa follement ; la musique s'arrêta dans une orgie de réjouissances mathématiques »[C 6],[3].
- Le quatuor à cordes nº 15 de Beethoven opus 132, composé durant l'année 1824. Une version enregistrée en est interprétée au trente-septième et dernier chapitre du roman, sur un gramophone acheté exprès pour cette occasion par Spandrell, à l'intention de Rampion. Juste avant de mourir, Spandrell fait écouter à Rampion et à Mary le mouvement lent du quatuor, sous-titré par Beethoven chant sacré d'action de grâce d'un convalescent à la Divinité en mode lydien (« Heiliger Dankgesang eines Genesenen an die Gottheit in der lydischen Tonart »), qui constitue aux yeux de Spandrell une preuve de l'existence de Dieu. Vers la fin de ce mouvement, Rampion en arrive à se déclarer « presque » convaincu : « Ils écoutèrent, retenant presque leur souffle. Spandrell contempla son hôte d'un air de triomphe. Quant à lui, ses doutes s'étaient évanouis. Comment pouvait-on s'empêcher de croire à une chose qui était là, qui existait manifestement ? Mark Rampion acquiesça d'un signe de tête. - Oui, vous arriverez presque à me convaincre, murmura-t-il. »[C 7].

Le thème de la valse des Variations Diabelli opus 120, cité dans Contrepoint (chapitre 22)

D'autres œuvres de Beethoven servent à Philip Quarles (chapitre 22) à développer sa réflexion sur l'usage littéraire de la construction musicale : ce sont le quatuor n°6 en si bémol majeur, le quatuor n°14 en ut dièse mineur et les variations Diabelli opus 120 :
« Méditer Beethoven. Les changements de modes, les transitions abruptes. (La majesté alternant avec la plaisanterie, par exemple, dans le premier mouvement du quatuor en si bémol majeur. La comédie suggérant soudain des tonalités prodigieuses et tragiques dans le scherzo du quatuor en ut dièse mineur.) [...] Dans les séries de variations, le procédé est porté un pas plus loin. Par exemple, ces incroyables variations sur un thème de Diabelli. Toute l'étendue de la pensée et de l'émotion – et tout cela en rapport organique avec un petit air de valse ridicule. Mettre cela dans un roman. Comment ? ».
En plus de l'analyse des compositions, l'interprétation musicale fait, elle aussi, l'objet de descriptions détaillées, notamment au chapitre 33 lors du concert donné par Tolley au Queen's Hall où est jouée l'ouverture de Coriolan de Beethoven, après la « plaisanterie » des Borborygmes symphoniques d'Erik Satie. Tolley s'y révèle un piètre interprète de l'émotion beethovénienne : « Tolley se targuait d'un goût fort éclectique et d'une omnicompétence. Mais, bon Dieu ! songea Philip en écoutant, comme il dirigeait mal la vraie musique ! On eut dit qu'il avait un peu honte des émotions de Beethoven et qu'il essayait de s'en excuser. Heureusement, Coriolan était à l'épreuve de Tolley ».

## Allusions politiques

le drapeau de la BUF, qui aurait pu servir de modèle à la Confrérie des Anglais Libres d'Everard Webley

Certains ont fait le rapprochement entre le personnage d'Everard Webley et sa Confrérie des Anglais Libres d'une part et Oswald Mosley et sa British Union of Fascists d'autre part. Jusqu'au début des années 1980, cette interprétation était encore admise comme un fait dans les manuels de littérature anglais. Cependant, au moment où Huxley rédigeait Point Counter Point , Mosley était encore membre en vue du Parti travailliste, et allait le rester jusqu'en 1931 ; le BUF ne sera fondé qu'en 1932. Plusieurs autres groupes fascistes ont précédé celui de Mosley, le plus notable ayant été les British Fascists, et il est possible que l'un d'entre eux ait été la source d'inspiration de Huxley. Dans la réédition de Contrepoint de 1996, le fils de Mosley, Nicholas, discute ces liens dans une nouvelle introduction au roman. David Bradshaw affirme quant-à-lui que le modèle le plus probable de Webley est John Gordon Hargrave, le fondateur de la Fraternité du Kibbo Kift (The Kindred of the Kibbo Kift), un groupe de boys scouts britanniques.

## Traductions et accueil à l'étranger
Point Counter Point a été traduit en plusieurs langues, parmi lesquelles le français et l'espagnol (rapidement après sa publication initiale en anglais) et l'allemand (bien plus tardivement).
- Traduction en français : par Jules Castier sous le titre Contrepoint, en 1930 ; rééd. Les Belles Lettres, Paris, coll. "Domaine étranger", préf. André Maurois, 500 p., 2023  (ISBN 978-2251454412)
- Traduction en espagnol : par Lino Novás Castro sous le titre Contrapunto, en 1933[12] ;
- Traduction en allemand : par le traducteur autrichien Herberth E. Herlitschka sous le titre Kontrapunkt des Lebens, en 1985[13].

Hans-Dieter Gelfert range le roman, avec Jaune de Crome (Crome Yellow), 1921 et Cercle vicieux (Antic Hay), 1923, « parmi les œuvres critiques vis-à-vis de la culture de l'époque les plus importantes des années ayant suivi la Première Guerre mondiale ». Lors de sa parution, le roman est accueilli très favorablement dans les régions d'expression allemande. En 1930, dans la section littéraire de la revue berlinoise Neue Revue, Franz Blei le classe parmi « les quatre grands romans », avec l'Homme sans qualités (Mann ohne Eigenschaften) de Robert Musil, Les Somnambules (Die Schlafwandler) (en) de Hermann Broch, et Wolf Solent (en) de John Cowper Powys. Hermann Broch avait lui-même, malgré quelques réserves, le plus grand respect pour le travail de son collègue d'écriture.

## Adaptations à l'écran
Le roman a été adapté à la télévision dans une mini-série de la BBC par Simon Raven en 1968, avec Lyndon Brook dans le rôle de Philip Quarles et Tristram Jellinek dans celui de Walter Bidlake. La série a été diffusée par le réseau américain Public Broadcasting Service (PBS)  en 1972.

## Citations du texte original
1. ↑  « The musicalization of fiction. Not in the symbolist way, by subordinating sense to sound. (Pleuvent les bleus baisers des astres taciturnes [NB : en français dans le texte]. Mere glossolalia. But on a large scale, in construction. »
2. ↑  « Novel of ideas. The character of each personage must be implied, as far as possible, in the ideas of which he is the mouthpiece. In so far as theories are rationalizations of sentiments, instincts, dispositions of soul, this is feasible. The chief defect of the novel of ideas is that you must write about people who have ideas to express—which excludes all but about .01 per cent of the human race » [NB : La phrase suivante n'est pas traduite dans l'édition française de 1953 : « Hence the real, the congenital novelists don't write such books. But then I never pretended to be a congenital novelist » (C'est pour cela que les véritables romanciers n'écrivent pas de tels livres. Mais je n'ai jamais prétendu être un véritable romancier)]. [..] « for people who can reel off neatly formulated notions aren't quite real; they're slightly monstrous. Living with monsters becomes rather tiresome in the long run. »
3. ↑  « But why draw the line at one novelist inside your novel? Why not a second inside his? And a third inside the novel of the second? And so on to infinity, like those advertisments of Quaker Oats where there is a Quaker holding a box of oats, on which is a picture of another Quaker holding another box of oats, on which etc. etc »
4. ↑  « Civilization is harmony and completeness. Reason, feeling, instinct, the life of the body—Blake managed to include and harmonize everything. Barbarism is being lopsided. You can be a barbarian of the intellect as well as of the body. A barbarian of the soul and the feelings as well as of sensuality. Christianity made us barbarians of the soul, and now science is making us barbarians of the intellect »
5. ↑  « A man, mind you. Not an angel or a devil. A man's a creature on a tight-rope, walking delicately, equilibrated, with mind and consciousness and spirit at one end of his balancing pole and body and instinct and all that's unconscious and earthy and mysterious at the other. Balanced. Which is damnably difficult. »
6. ↑  « Euclidean axioms made holidays with the formulae of elementary statics. Arithmetic held a wild saturnalian kermesse. Algebra cut capers. The music came to an end in an orgy of mathematical merry-making. »
7. ↑  « They listened, almost holding their breaths. Spandrell looked exultantly at his guest. His own doubts had vanished. How could one fail to believe in something which was there, which manifestly existed? Mark Rampion nodded. 'Almost thou persuadest me,' [NB : la traduction française omet de préciser que Rampion se sert ici d'une citation biblique du livre des Actes des Apôtres (Actes 26:28), où le roi 
Hérode Agrippa II déclare à l'apôtre Paul : « Tu me persuades presque d'être chrétien ».] he whispered. »
8. ↑  « Meditate on Beethoven. The changes of moods, the abrupt transitions. (Majesty alternating with a joke, for example, in the first movement of the B flat major quartet. Comedy suddenly hinting at prodigious and tragic solemnities in the scherzo of the C sharp minor quartet. [...] In sets of variations the process is carried a step further. Those incredible Diabelli variations, for example. The whole range of thought and feeling, yet all in organic relation to a ridiculous little waltz tune. Get this into a novel. How?) »
9. ↑  « Tolley prided himself on a catholic taste and omnicompetence. But, oh dear! thought Philip as he listened, how abominably he conducted real music! As though he were rather ashamed of Beethoven's emotions and were trying to apologize for them. But fortunately Coriolanus was practically Tolley-proof. »